# 美国预算套房
美国预算套房（英語：Budget Suites of America）是美国的一家连锁酒店，建立于1987年，创始人是罗伯特·毕格罗。
它为自助旅游者需要休整和停留一段时间提供了方便和服务，房间是由厨房和套间组成，连锁店分布于亚利桑那州、内华达州和德克萨斯州。